# The Prowler
The Prowler és una pel·lícula estatunidenca dirigida per Joseph Losey i estrenada l'any 1951.	

## Argument
Un policia descontent amb el seu treball, que culpa als altres dels seus problemes en el departament, és designat per investigar el cas d'un rondaire que ronda la casa d'una dona casada espiant-la per la finestra del bany. El policia s'obsessiona per la dona i imagina que si el marit morís violentament, el rondaire carregarà amb les culpes.

## Comentaris
The Prowler és un film sobre els falsos valors, sobre els mitjans justificant la fi i la fi justificant els mitjans: «cent mil dòlars, un Cadillac i una rossa, aquest era el nec plus ultra de la vida americana d'aquella època» (Joseph Losey).
És el film de l'etapa americana en què Losey deixa entreveure més bé els trets distintius de la seva obra de maduresa en el cinema britànic, que va fer d'ell un dels cineastes més famosos del món. Escrita amb tinta roja per Dalton Trumbo i Hugo Butler, interpretada amb llibertat per Heflin i Keyes, fotografiada amb geni per Miller, un dels mags del blanc i negre, The Prowler manté el seu geni en la creació d'espais, la seva virulenta condició subversiva, que va fer d'aquesta gran i intel·ligent obra una pel·lícula semiproscrita.

## Repartiment
- Van Heflin: Webb Garwood
- Evelyn Keyes: Susan Gilvray
- John Maxwell: Bud Crocker
- Katharine Warren: Grace Crocker
- Emerson Treacy: William Gilvray
- Madge Blake: Martha Gilvray
- Wheaton Chambers: El doctor James
- Robert Osterloh: El coronel
- Sherry Hall: John Gilvray
- Louise Lorimer: La patrona del motel